# Calendário sueco

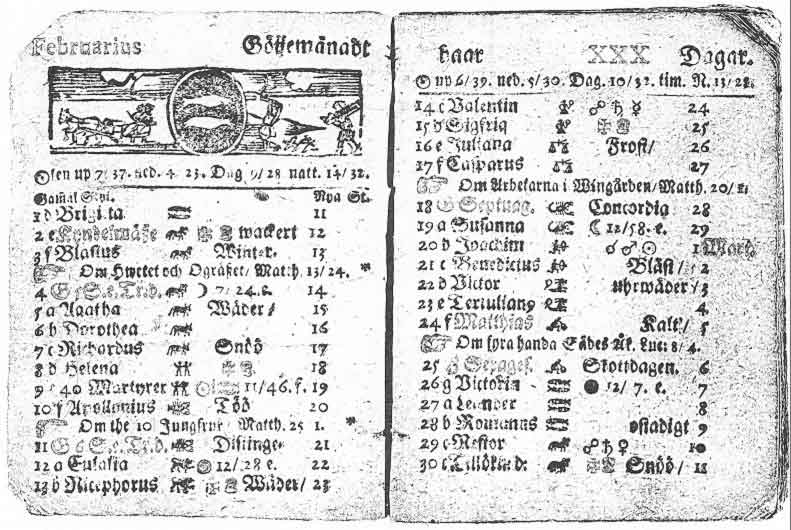
Almanaque sueco indicando trinta dias em fevereiro de 1712

O calendário sueco (em sueco:  svenska kalendern) ou estilo sueco (svenska stilen) foi um calendário em uso na Suécia e suas possessões de 1 de março de 1700 até 30 de fevereiro de 1712. Foi um dia à frente do calendário juliano e dez dias atrás do calendário gregoriano. A Páscoa foi calculada astronomicamente, com uma pequena exceção, de 1740 a 1844.

## Calendário solar
Em novembro de 1699, o governo da Suécia decidiu que, em vez de adotar o calendário gregoriano, ele se aproximaria gradualmente dele ao longo de um período de 40 anos. O plano era pular todos os dias bissextos no período de 1700 a 1740. A cada quatro anos, a diferença entre o calendário sueco e o gregoriano diminuiria em um dia, até que eles finalmente se alinharam em 1740. Entretanto, este calendário não estaria em linha com nenhum dos principais calendários alternativos e as diferenças mudariam de quatro em quatro anos.
De acordo com o plano, o dia 29 de fevereiro foi omitido em 1700, mas a Grande Guerra do Norte impediu que mais omissões fossem feitas nos anos seguintes.
Em janeiro de 1711, o rei Carlos XII declarou que a Suécia abandonaria o calendário, que não estava em uso por nenhuma outra nação, em favor de um retorno ao antigo calendário juliano. Um dia extra foi adicionado a fevereiro no ano bissexto de 1712, dando assim ao mês um único 30 dias (30 de fevereiro) e ao ano uma duração de 367 dias.
Em 1753, um ano depois da Inglaterra e suas colônias, a Suécia introduziu o calendário gregoriano. O salto de 11 dias foi realizado em uma etapa, com 17 de fevereiro sendo seguido por 1º de março.

## Páscoa
A Páscoa deveria ser calculada de acordo com as regras pascais do calendário juliano de 1700 até 1739, mas de 1700 a 1711, o Domingo de Páscoa foi datado no anômalo calendário sueco, descrito acima.
Em 1740, a Suécia finalmente adotou o "calendário melhorado" já adotado pelos estados protestantes da Alemanha em 1700 (que eles usaram até 1775). Sua melhoria foi calcular a lua cheia e o equinócio vernal da Páscoa de acordo com tabelas astronômicas, especificamente as Tabelas Rudolphine de Kepler no meridiano do observatório Uraniborg de Tycho Brahe (destruído muito antes) na antiga ilha dinamarquesa de Hven, perto do extremo sul da Suécia. Além da regra medieval usual de que a Páscoa era o primeiro domingo após a primeira lua cheia após o equinócio vernal, o domingo de Páscoa astronômico deveria ser adiado em uma semana se esse cálculo o colocasse no mesmo dia do primeiro dia da semana judaica da Páscoa, Nisan 15. Ela entra em conflito com a Páscoa Juliana, que não poderia ocorrer no 14º dia da lua (Nisan 14), mas era permitida em Nisan de 15 a 21, embora essas datas fossem calculadas por meio de tabelas cristãs, não judaicas (ver Computus). As datas astronômicas resultantes da Páscoa no calendário juliano usado na Suécia de 1740 a 1752 ocorreram no mesmo domingo da Páscoa juliana a cada três anos, mas foram anteriores ao limite canônico mais antigo para a Páscoa de 22 de março em 1742, 1744 e 1750.
Após a adoção do calendário solar gregoriano em 1753, três datas astronômicas da Páscoa foram uma semana depois da Páscoa Gregoriana em 1802, 1805 e 1818. Antes de a Suécia adotar formalmente a Páscoa Gregoriana em 1844, mais duas deveriam ter sido adiadas em 1825 e 1829, mas não foram.
A Finlândia fez parte da Suécia até 1809, quando se tornou o Grão-Ducado autônomo da Finlândia dentro do Império Russo devido à Guerra Finlandesa. Até 1866, a Finlândia continuou a observar a Páscoa astronômica, que foi uma semana após a Páscoa Gregoriana em 1818, 1825, 1829 e 1845. No entanto, a Rússia então usou o calendário juliano e a Páscoa juliana, então a comparação dada acima se aplica: que a Páscoa astronômica concordava com a Páscoa juliana a cada três anos, mas às vezes era anterior a 22 de março no calendário juliano.